# بیکرزفیلد (تگزاس)
بیکرزفیلد، تگزاس (انگلیسی: Bakersfield, Texas) یک محدوده ثبت نشده در شهرستان پیکس، تگزاس در ایالات متحده آمریکا واقع است. به موجب دائرةالمعارف تگزاس این محل دارای ۳۰ نفر جمعیت در سال ۲۰۰۰ بود.